# Do zakochania jeden krok (film)
Do zakochania jeden krok (hindi:रब ने बना दी जोड़ी, tłum. Bóg łączy w pary) – bollywoodzki dramat miłosny z Shah Rukh Khanem i debiutantką Anushką Sharmą w rolach głównych. Reżyseria – Aditya Chopra (Żona dla zuchwałych, Miłość żyje wiecznie). Premiera filmu odbyła się 12 grudnia 2008 roku. W jednej z piosenek hołd gwiazdom klasycznego Bollywoodu składają Rani Mukerji, Kajol, Preity Zinta, Bipasha Basu i Lara Dutta. W filmie kolejna po Duplicate, Don i Paheli – podwójna rola Shah Rukh Khana.

## Fabuła
Akcja filmu dzieje się w pendżabskim Amritsar. Surinder Sahni (Shah Rukh Khan) podczas wizyty u swojego profesora z czasów młodości jest świadkiem dramatu w jego domu. Narzeczony Taani (Anushka Sharma), córki profesora w drodze na ślub ginie w wypadku samochodowym. Zrozpaczony ojciec panny młodej dostaje ataku serca. Umierając profesor prosi swojego ulubionego ucznia, by ożenił się z jego nagle unieszczęśliwioną córką. Przeraża go myśl, że po jego śmierci Taani może pozostać zraniona podwójną stratą, zdana tylko na siebie. Dla uspokojenia serca umierającego ojca Taani zgadza się poślubić dużo starszego od siebie, nudnego, sparaliżowanego nieśmiałością urzędnika pendżabskiego. Po przyjeździe do jego domu w Amritsarze Suri odstąpiwszy żonie swój pokój, zaczyna sypiać na tarasie. Zakochany w niej od pierwszego wejrzenia w milczeniu stara się spełniać każdą jej prośbę. Chcąc ją wyzwolić ze smutku, zgadza się, aby Taani chodziła na kurs tańca. Jego największym marzeniem jest widzieć ją uszczęśliwioną. Nie śmie marzyć o tym, że to on jako mężczyzna mógłby ją uszczęśliwić. Mimo to prosi swojego przyjaciela o pomoc w pozyskaniu serca obojętnej wobec niego żony. Przyjaciel właściciel salonu fryzjerskiego (Vinay Pathak) tak dalece zmienia image Suri, że jego własna żona nie jest w stanie go poznać. Zmiana wyglądu pomaga Suriemu wyzwolić nieznaną sobie część własnej osobowości. Na kursie tańca pojawia się jako Raj. Początkowo niezręczny pozer wzorujący się na bohaterach filmowych z czasem ma odwagę u boku Taani stawać się coraz prawdziwszym i odważniejszym w okazywaniu jej uczuć. Wspólne tańczenie sprzyja przyjaźni, a ta wkrótce przemienia się w miłość. Teraz Suri ma rywala do swej miłości w Raju, a Taani jest rozdarta dramatem mężatki zakochanej w innym mężczyźnie.

## Obsada
- Shah Rukh Khan – Surinder Sahni
- Anushka Sharma –Taani
- Vinay Pathak – Bobby, przyjaciel Surindera
- M.K. Raina – Ojciec Taani
- Manmeet Singh – Raj mechanik – właściciel warsztatu samochodowego
- Kajol – gościnnie w piosence Phir Milenge Chalte Chalte (w stylu filmów Raj Kapoora)
- Bipasha Basu – gościnnie w piosence Phir Milenge Chalte Chalte (w stylu filmów Dev Ananda)
- Lara Dutta – gościnnie w piosence Phir Milenge Chalte Chalte (w stylu filmów Shammi Kapoora)
- Preity Zinta – gościnnie w piosence Phir Milenge Chalte Chalte (w stylu filmów Rajesha Khannya)
- Rani Mukerji – gościnnie w piosence Phir Milenge Chalte Chalte (w stylu filmów Rishi Kapoora)

## Muzyka i piosenki
Muzykę do filmu skomponował duet braci Merchant Salim-Suleiman, twórcy muzyki do takich filmów jak Dhoom 2, Krrish, 36 China Town, Pyare Mohan, Being Cyrus, Dosti: Friends Forever, Vaah! Life Ho To Aisi, Hum Tum, Salaam Namaste, No Entry, Deszcz, Maine Pyaar Kyun Kiya?, Moksha: Salvation, Matrubhoomi: A Nation Without Women.
- Tujh Mein Rab Dikhta Hai – Roopkumar Rathod
- Haule Haule – Sukhwinder Singh
- Dance Pe Chance – Sunidhi Chauhan, Labh Janjua
- Phir Milenge Chalte Chalte – Sonu Nigam
- Tujh Mein Rab Dikhta Hai – Shreya Ghoshal
- Dancing Jodi (instrumentalny utwór)